# Obrigkeitliche Druckerei (Bern)

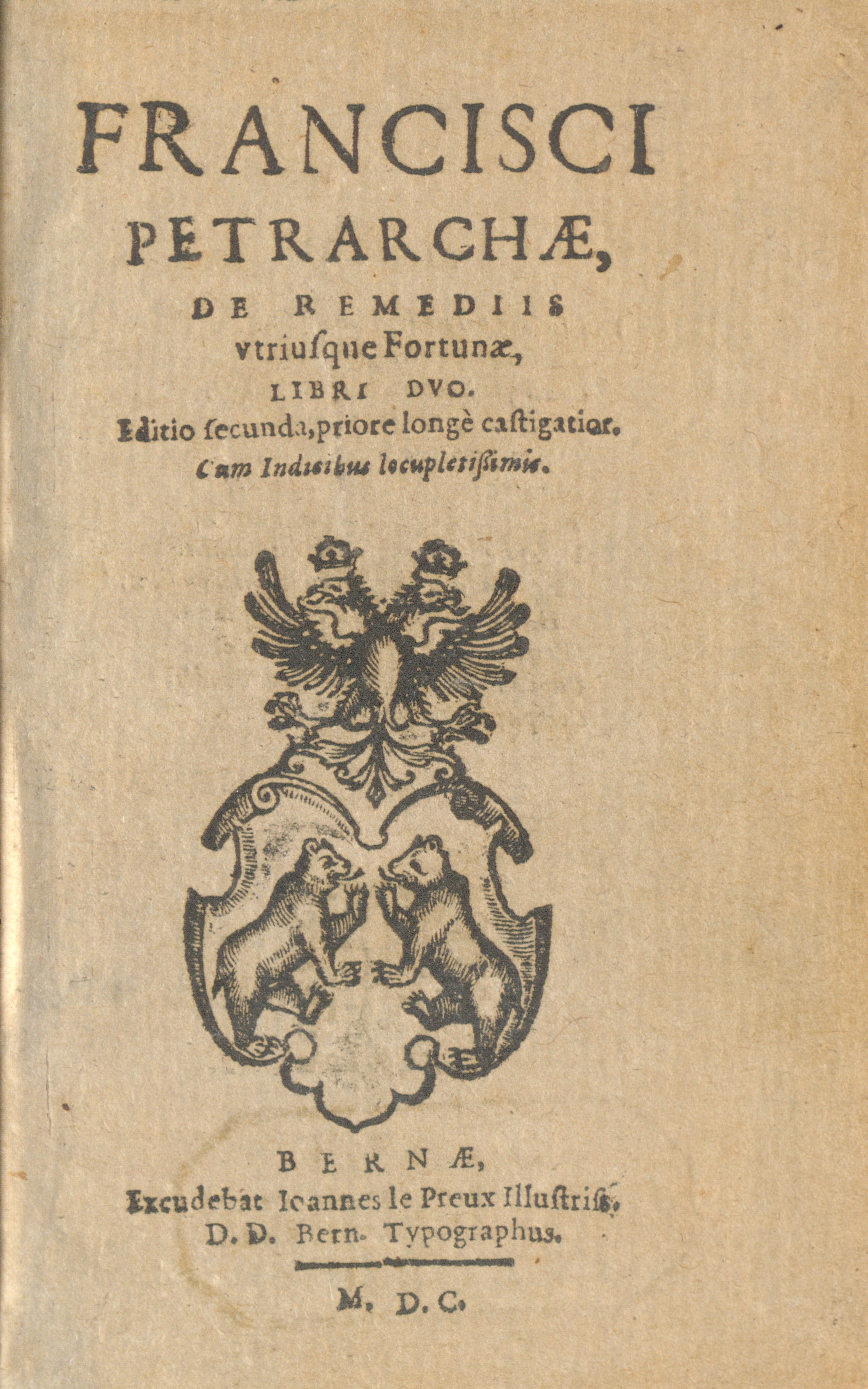
Francesco Petrarca, De remediis utriusque fortunae, Titelblatt der in Bern bei Jean Le Preux erschienenen Ausgabe (1600)

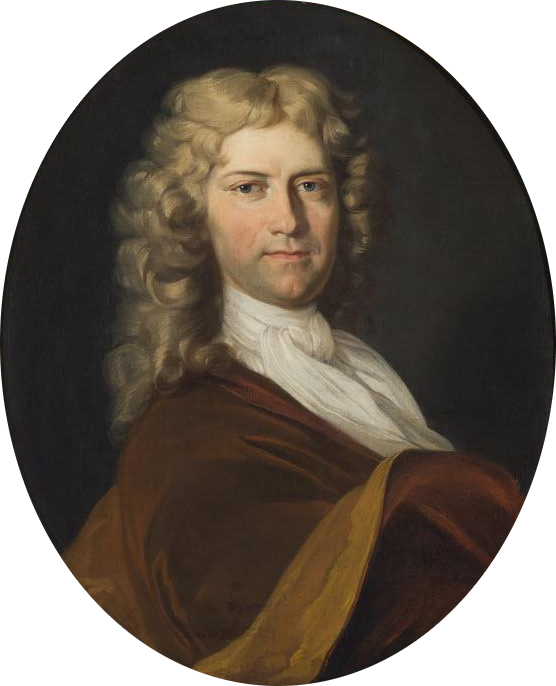
Daniel Tschiffeli, obrigkeitlicher Buchdrucker in den Jahren 1697 bis 1730, Bildnis von Johann Rudolf Huber (1705)

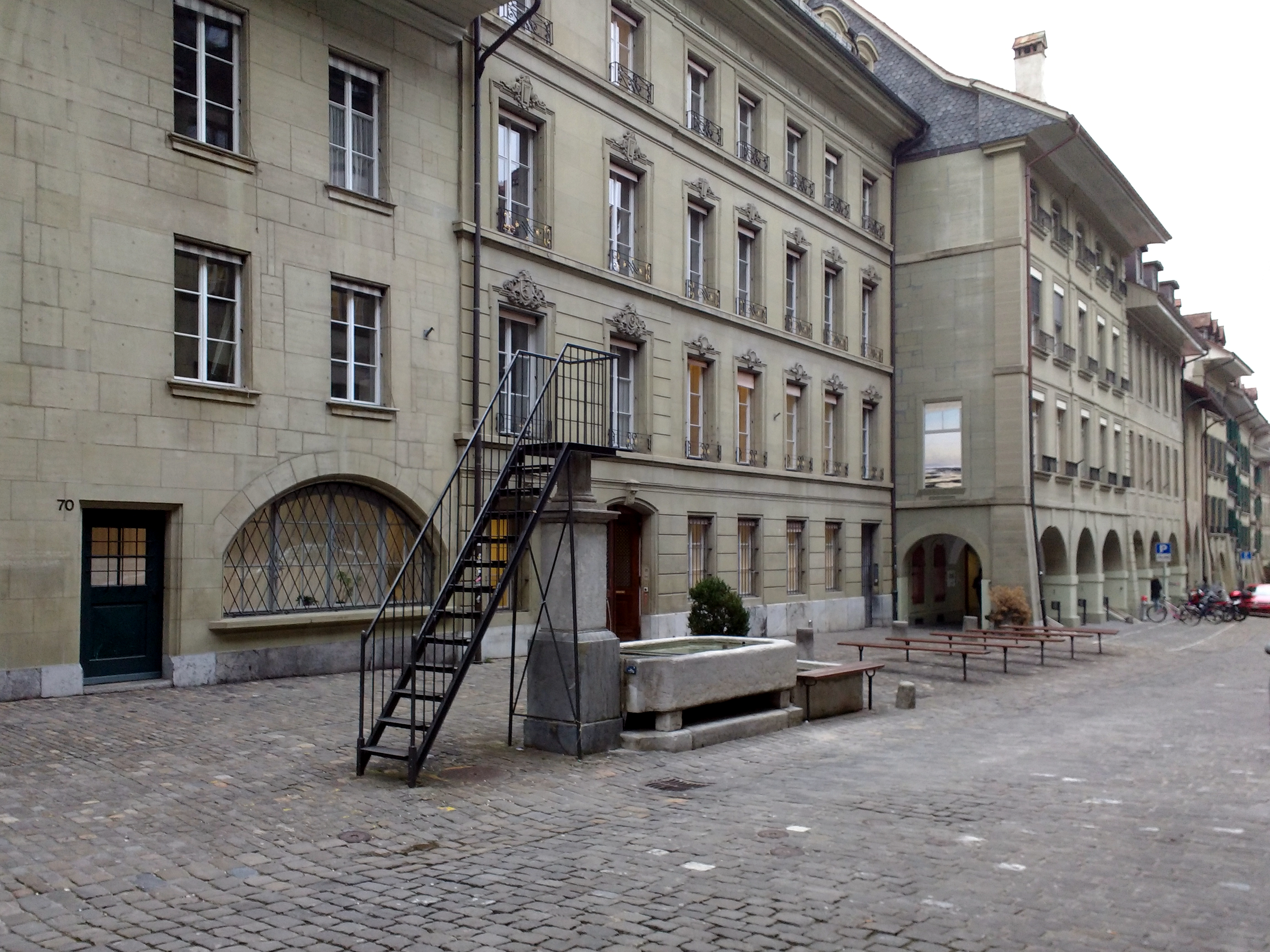
Im Haus Postgasse 70 war die obrigkeitliche Druckerei bis 1831 untergebracht.

Die Obrigkeitliche Druckerei (auch Hoch–Obrigkeitliche Druckerei) in Bern war von 1599 bis 1831 die staatliche Druckerei der Stadt und Republik Bern. In der obrigkeitlichen Druckerei wurden im Auftrag des Rats Erlasse (Satzungen, Reglemente, Verordnungen, Mandate), Anschlagzettel, Bibeln, Kirchengesangbücher, Dissertationen, Katechismen und weitere Lehrmittel in deutscher und französischer Sprache veröffentlicht.

## Geschichte
Der Kleine Rat der Stadt Bern beschloss an seiner Sitzung vom 1. Juli 1599 die Schaffung einer obrigkeitlichen Druckerei. Hauptsächliche Motivation war laut einer entsprechenden Weisung des Rats die befürderung irer tütschen und weltschen schulen. Die zur Schaffung der obrigkeitlichen Druckerei eingesetzte Kommission schlug dem Rat den aus Genf stammenden Jean Le Preux (1574–?) vor. Jean Le Preux wurde besoldet und erhielt vom Rat als Werkstatt und Wohnung das direkt neben der Staatskanzlei liegende Haus Postgasse 70 in Bern zugewiesen. Nachdem Le Preux 1614 die Kündigung erhalten hatte, wurde Abraham Weerli dessen Nachfolger. Weerli brachte 1615 die neue Gerichtssatzung in deutscher und französischer Sprache heraus, wurde aber bereits 1622 infolge einer Inhaftierung seines Amtes enthoben. Sein Nachfolger war Jacob Stuber, der sein Amt als obrigkeitlicher Buchdrucker bis 1635 innehatte. Der Dekan Stephan Schmid (1569–1648) erwarb nun das Druckprivileg, um seinem Schwiegersohn Georg Sonnleitner einen Vorteil verschaffen zu können. Sonnleitner konnte 1640 schliesslich das Privileg persönlich übernehmen und blieb obrigkeitlicher Buchdrucker bis 1679, danach übernahm Gabriel Thormann, der spätere Venner und Seckelmeister die Druckerei, die er zeitweise durch seinen Faktoren Andres Hügenet leiten liess. Ab 1691 war Thormann mit seinen Schwägern Gabriel und Daniel Tschiffeli assoziiert, Daniel Tschiffeli übernahm den Betrieb 1697 allein. Abraham Wagner und Rudolf Müller übernahmen 1731 die Druckerei, nach dem Tod von Abraham Wagner (I.) führte dessen Witwe Helena Wagner die Geschäfte weiter, ab 1769 dann deren Sohn Abraham Wagner (II.). Nach Wagners Tod im Jahr 1782 übernahm dessen Schwager, der Hauptmann Beat Friedrich Fischer die Geschäfte. In den Jahren 1789 bis 1799 war Abraham Daniel Brunner obrigkeitlicher Buchdrucker. 1799 übernahm Daniel Gottlieb Stämpfli von Abraham Daniel Brunner die Druckerei, die bis 1803 Nationaldruckerei hiess. Nachdem 1807 Stämpfli überraschend gestorben war, durfte seine Witwe die Geschäfte bis zum Ablauf des vereinbarten Akkords weiterführen. 1814 wurde Ludwig Albrecht Haller obrigkeitlicher Buchdrucker, durch einen Vertrag zwischen Haller und der Witwe Stämpfli konnte Letztere weiterhin die Kalender (Regimentbuch, Hinkender Bott) drucken. Mit den Umwälzungen von 1831 verlor Haller das Privileg des obrigkeitlichen Buchdruckers.
Die Aufgaben des obrigkeitlichen Buchdruckers wurden in Freiheiten (1640), Privilegien (1679), später durch Verordnung (1719), Reglemente (1721, 1741), Buchdrucker-Eid (1742), Dekret (1765) und Instruktionen geregelt (1789, 1813). Der obrigkeitliche Buchdrucker wurde durch eine zweiköpfige Aufsicht kontrolliert, später unterstand er in Belangen der Schulbücher dem Schulrat. Die obrigkeitliche Druckerei stand mit der sogenannten Oberen Druckerei in Bern in Konkurrenz, da diese vom Rat ebenfalls Aufträge erhielt (Kalender, Zeitungen).

## Konzessionäre
| - Jean Le Preux (1574–?), 1599 bis 1614 - Abraham Weerli, 1614 bis 1622 - Jacob Stuber (1592–1667), 1622 bis 1635 - Stephan Schmid (1569–1648), 1635 bis 1640 - Georg Sonnleitner, 1640 bis 1679 - Gabriel Thormann (1653–1716), 1679–1697 - Daniel Tschiffeli (1664–1730), 1697 bis 1730 - Abraham Wagner (I.) (1701–1765) und Johann Rudolf Müller (1705–1760), 1731 bis 1764 - Helena Wagner geb. Genath (1707–1777), 1764 bis 1769 - Abraham Wagner (II.) (1734–1782), 1769 bis 1779 - Beat Friedrich Fischer (1740–1810), 1779 bis 1789 - Abraham Daniel Brunner (1737–1814), 1789 bis 1799 - Daniel Gottlieb Stämpfli (1770–1807), 1799 bis 1807 - Maria Anna Albertine Stämpfli geb. Ernst (1784–1836), 1807 bis 1813 - Ludwig Albrecht Haller (1773–1837), 1814 bis 1831 |